# Gowganda Lake
Gowganda Lake är en sjö i Kanada.   Den ligger i Timiskaming District och provinsen Ontario, i den sydöstra delen av landet, 500 km nordväst om huvudstaden Ottawa. Gowganda Lake ligger 342 meter över havet. Arean är 10,6 kvadratkilometer. Den sträcker sig 9,3 kilometer i nord-sydlig riktning, och 3,8 kilometer i öst-västlig riktning.
I omgivningarna runt Gowganda Lake växer i huvudsak blandskog. Trakten runt Gowganda Lake är nära nog obefolkad, med mindre än två invånare per kvadratkilometer.